# Park In-hwan (Lyriker)
Park In-hwan (* 15. August 1926 in Inje, Kangwŏn-do; † 20. März 1956) war ein südkoreanischer Lyriker.

## Leben
Park In-hwan wurde am 15. August 1926 in Inje, Provinz Kangwŏn geboren. Er besuchte die 1. Oberschule Kyŏngsŏng (경성제일고등보통학교) und die Medizinische Fachhochschule Pyŏngyang (평양의전), schaffte jedoch keinen Abschluss. Erst während seiner Zeit als Mitarbeiter in einer Buchhandlung (마리서사 서점) machte er Bekanntschaft mit der Welt der Lyrik. 1946 begann er selbst Gedichte zu verfassen und sein Werk Der Weg (거리) wurde im gleichen Jahr in der Zeitung Kukje Sinbo (국제신보) veröffentlicht.
In den späten 1940er-Jahren arbeitete Park zusammen mit Kollegen an der Veröffentlichung der Zeitschrift Neue Poetik (신시론 新詩論) und der Veröffentlichung seiner Gedichtsammlung Neue Stadt und Chor der Bürger (새로운 도시와 시민들의 합창). Nach dem Ausbruch des Koreakriegs arbeitete er als Korrespondent und verfasste kriegszeitliche Gedichte wie zum Beispiel Signalfeuer (신호탄 信號彈).
1951 gründete er zusammen mit anderen aus dem Norden geflüchteten Dichtern den Zirkel "Zweite Jahrhunderthälfte" (후반기) in Pusan. Dieser war fast vier Jahre lang aktiv und Park veröffentlichte 1955 seine Werke 19 Tage Amerika (19일간의 아메리카) und Park In-hwan. Gedichtsammlung (박인환 시선집). Er übersetzte Tennessee Williams Meisterwerk A Streetcar Named Desire (dt.: Endstation Sehnsucht). Er starb am 20. März 1956.
Parks Lyrik kann als kontinuierliche Betrachtung von Modernisierungsphänomenen beschrieben werden. Sie stellt die harte Realität der zeitgenössischen Urbanisierung, die Tragödie und das Blutvergießen international geführter Kriege sowie die allgemeine Anomie und Verzweiflung dar, wie sie in einem Umfeld des Temporären hervorgerufen werden. Jedoch kann Parks Lyrik nicht als purer Realismus kategorisiert werden, viele seiner Werke bestehen aus nuancierter abstrakter Anerkennung einer fremden Welt, einer Ebene in der Peripherie zeitgenössischer Realität, welche einen Fluchtweg aus der von Modernisierung verursachten Unzufriedenheit bietet.

## Arbeiten

### Koreanisch
- 신시론 Neue Poetik (1948)
- 새로운 도시와 시민들의 합창 Neue Stadt und Chor der Bürger (1955)
- 박인환 선시집 朴寅煥 選詩集 Park In-hwan. Gedichtsammlung (1955)
- 목마와 숙녀 Das Schaukelpferd und die Dame (1976)
- 박인환전집 Gesammelten Werke Park In-hwans (1986)